# Chen Kuei-Ru
Chen Kuei-Ru, talvolta accreditato come Chen Kuei-ju (陳奎儒S; Sihu, 22 settembre 1993), è un ostacolista taiwanese.

## Record nazionali
- 60 metri ostacoli: 7"67 ( Belgrado, 20 marzo 2022)
- 110 metri ostacoli: 13"34 ( Taipei, 25 maggio 2019)

## Palmarès
| Anno | Manifestazione      | Sede        | Evento   | Risultato  | Prestazione | Note                          |
| ---- | ------------------- | ----------- | -------- | ---------- | ----------- | ----------------------------- |
| 2014 | Giochi asiatici     | Incheon     | 110 m hs | Batteria   | 13"91       |                               |
| 2016 | Asiatici indoor     | Doha        | 60 m hs  | 4º         | 7"81        | Record nazionale              |
| 2017 | Campionati asiatici | Bhubaneswar | 110 m hs | 6º         | 13"82       |                               |
| 2017 | Universiadi         | Taipei      | 110 m hs | Argento    | 13"55       | Miglior prestazione personale |
| 2018 | Giochi asiatici     | Giacarta    | 110 m hs | Argento    | 13"39       | Record nazionale              |
| 2019 | Campionati asiatici | Doha        | 110 m hs | Bronzo     | 13"39       | =                             |
| 2019 | Mondiali            | Doha        | 110 m hs | Semifinale | 13"52       |                               |
| 2021 | Giochi olimpici     | Tokyo       | 110 m hs | Semifinale | 13"57       |                               |
| 2022 | Mondiali indoor     | Belgrado    | 60 m hs  | Semifinale | 7"67        | Record nazionale              |
| 2022 | Mondiali            | Eugene      | 110 m hs | Batteria   | 13"82       |                               |
| 2023 | Asiatici indoor     | Astana      | 60 m hs  | Argento    | 7"68        |                               |
| 2023 | Campionati asiatici | Bangkok     | 110 m hs | Batteria   | 13"89       |                               |
| 2023 | Mondiali            | Budapest    | 110 m hs | Batteria   | 13"72       |                               |
| 2023 | Giochi asiatici     | Hangzhou    | 110 m hs | Batteria   | dnf         |                               |